# Хрусьцики (Великопольське воєводство)
Хрусьцики (пол. Chruściki) — село в Польщі, у гміні Заґурув Слупецького повіту Великопольського воєводства.
У 1975-1998 роках село належало до Конінського воєводства.